# 알쿠웨이트 스포츠 클럽 스타디움
알쿠웨이트 스포츠 클럽 스타디움(Al Kuwait Sports Club Stadium)은 쿠웨이트의 수도인 쿠웨이트시티에 있는 다목적 경기장이다.

## 개요
주로 축구 경기에 사용된다. 쿠웨이트 프리미어 리그에 소속된 쿠웨이트 SC가 홈 구장으로 사용하고 있는 것 외, 쿠웨이트 축구 국가 대표팀의 홈구장으로도 이용된다. 또한 국내컵인 쿠웨이트 아미르컵과 쿠웨이트 크라운 프린스 컵 결승전 장소로도 이용되고 있다.
수용 인원은 18,500명으로, 1974년 걸프컵의 장소로 사용되었다. 2008년, 2010년 FIFA 월드컵 아시아 지역 예선 시에는 쿠웨이트 축구 국가 대표팀의 홈 경기장으로 사용되었다. 또한 2009년 AFC컵 2009 결승전 장소이기도 하며, 홈에서 싸운 알쿠웨이트가 우승했다.